# وي جيان هونج
وي جيان هونج (بالإنجليزية: Wei Jian Hong)‏ (20 أغسطس 1985 في سنغافورة - ) هو لاعب كرة سلة أسترالي في مركز مدافع مسدد الهدف. لعب مع Singapore Slingers ‏.